# Kirchkogel bei Pernegg
Kirchkogel bei Pernegg este o arie protejată (arie specială de conservare — SAC, sit de importanță comunitară — SCI) din Austria întinsă pe o suprafață de 52 ha, integral pe uscat.

## Localizare
Centrul sitului Kirchkogel bei Pernegg este situat la coordonatele 47°20′55″N 15°19′49″E / 47.3487°N 15.3302°E.

## Înființare
Situl Kirchkogel bei Pernegg a fost declarat sit de importanță comunitară în iulie 1998 pentru a proteja 1 specie de plante și 1 specie de animale. Situl a fost protejat și ca arie specială de conservare în martie 2006.

## Biodiversitate
Situată în ecoregiunea alpină, aria protejată conține 7 habitate naturale: Pajiști uscate europene, Pajiști calaminariene cu Violetalia calaminariae, Liziere de ierburi înalte hidrofile de câmpie și de nivel montan până la alpin, Pante stâncoase silicioase cu vegetație casmofită, Păduri de fag Luzulo-Fagetum, Păduri de fag Asperulo-Fagetum, Păduri acidofile de Picea de la nivel montan la nivel alpin (Vaccinio-Piceetea).
La baza desemnării sitului se află mai multe specii protejate:
- plante (1): Asplenium adulterinum
- păsări (1): ciocănitoare neagră (Dryocopus martius)

Pe lângă speciile protejate, pe teritoriul sitului au mai fost identificate 14 specii de plante, 1 specie de nevertebrate.